# Lampione fotovoltaico

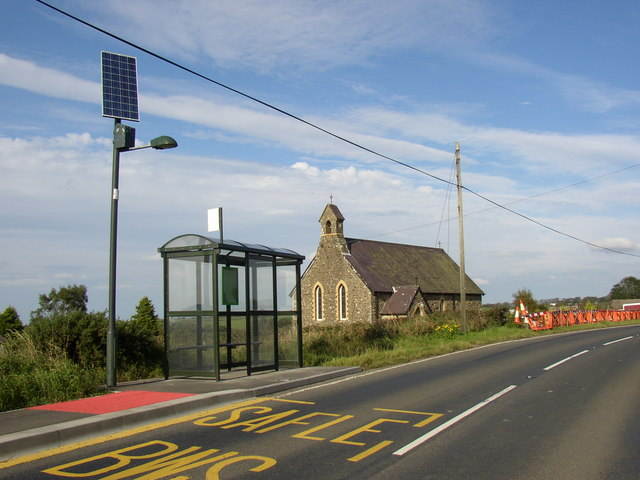
Lampione fotovoltaico

Il lampione fotovoltaico è una fonte di illuminazione che utilizza celle fotovoltaiche. È montato su una struttura composta da un pannello solare che alimenta, generalmente, una lampada a led.
Il pannello solare è normalmente montato su un pilone stradale indipendente, privo di allacciamenti alla rete elettrica o ad altre strutture.
Le celle fotovoltaiche trasformano l'energia solare in energia elettrica per effetto fotoelettrico. L'energia generata dai moduli è accumulata a tampone nelle batterie che alimentano la lampada allorché la luce atmosferica sia insufficiente.
Esistono modelli facilmente assemblabili, kit fotovoltaici, per l'illuminazione di giardini privati, abitazioni, magazzini, stalle.
Alcuni lampioni eolici funzionano sfruttando anche l'energia solare.
I lampioni fotovoltaici consentono di illuminare strade e aree distanti dalla rete elettrica, luoghi impervi e poco accessibili, quali zone montane e piattaforme marine.

## Galleria d'immagini

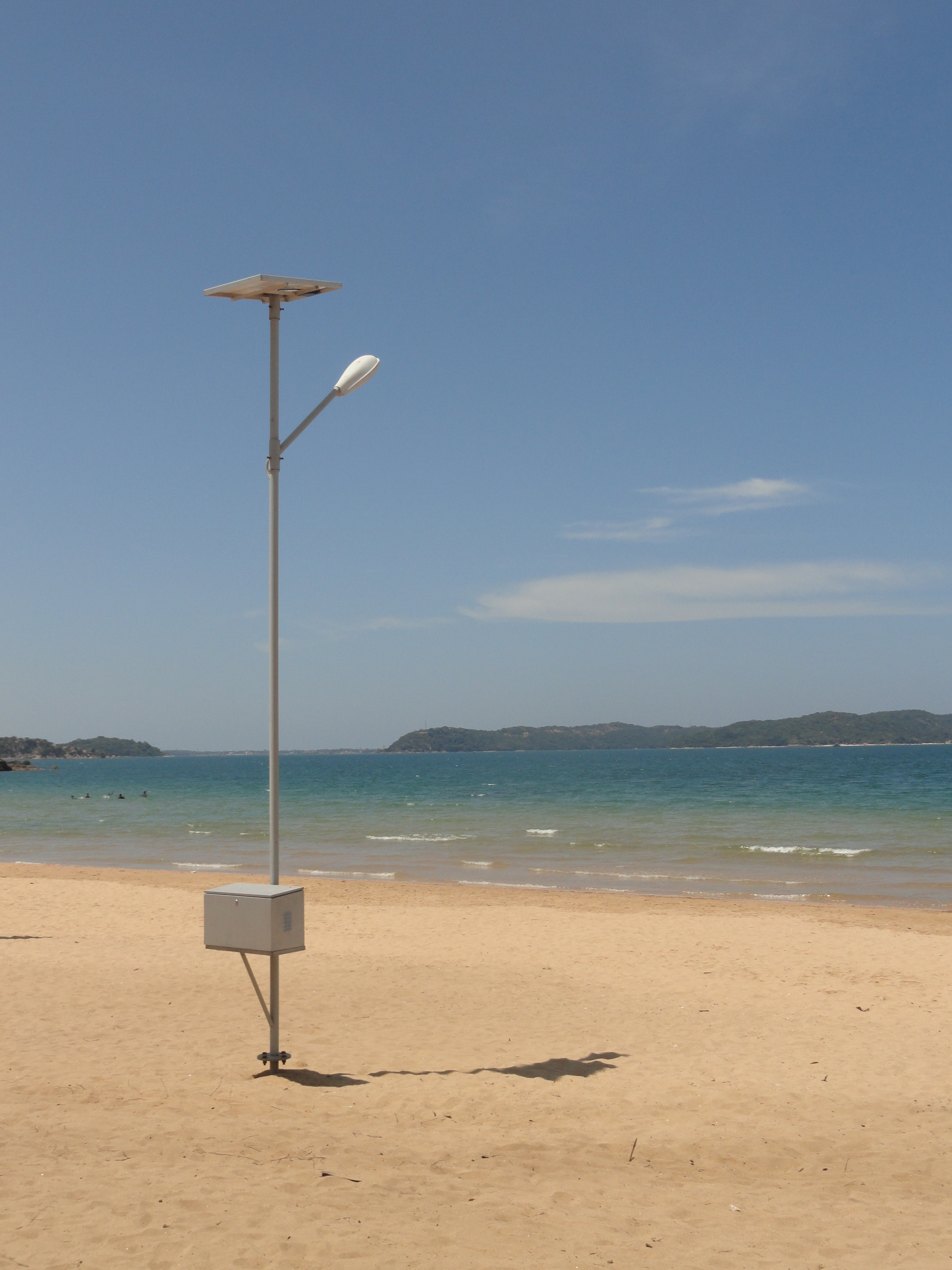
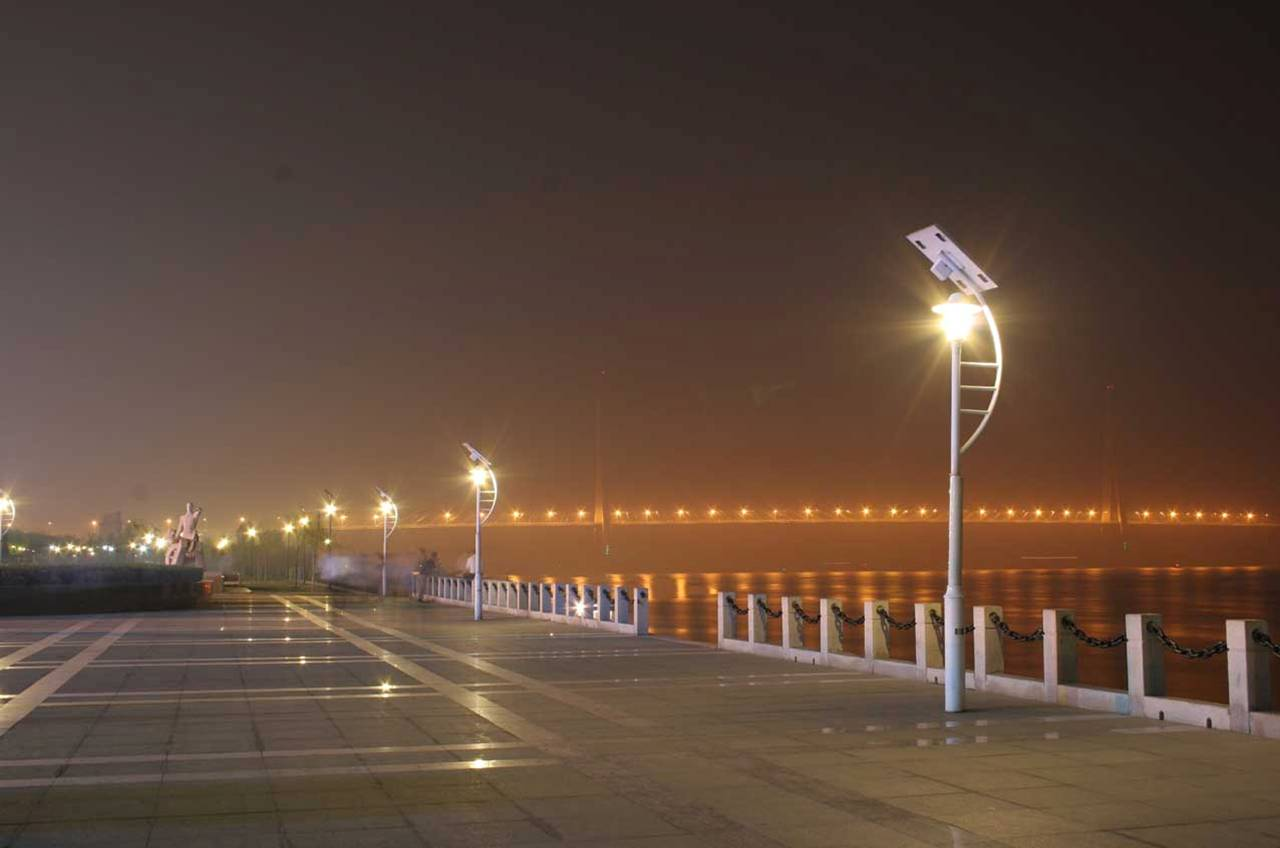
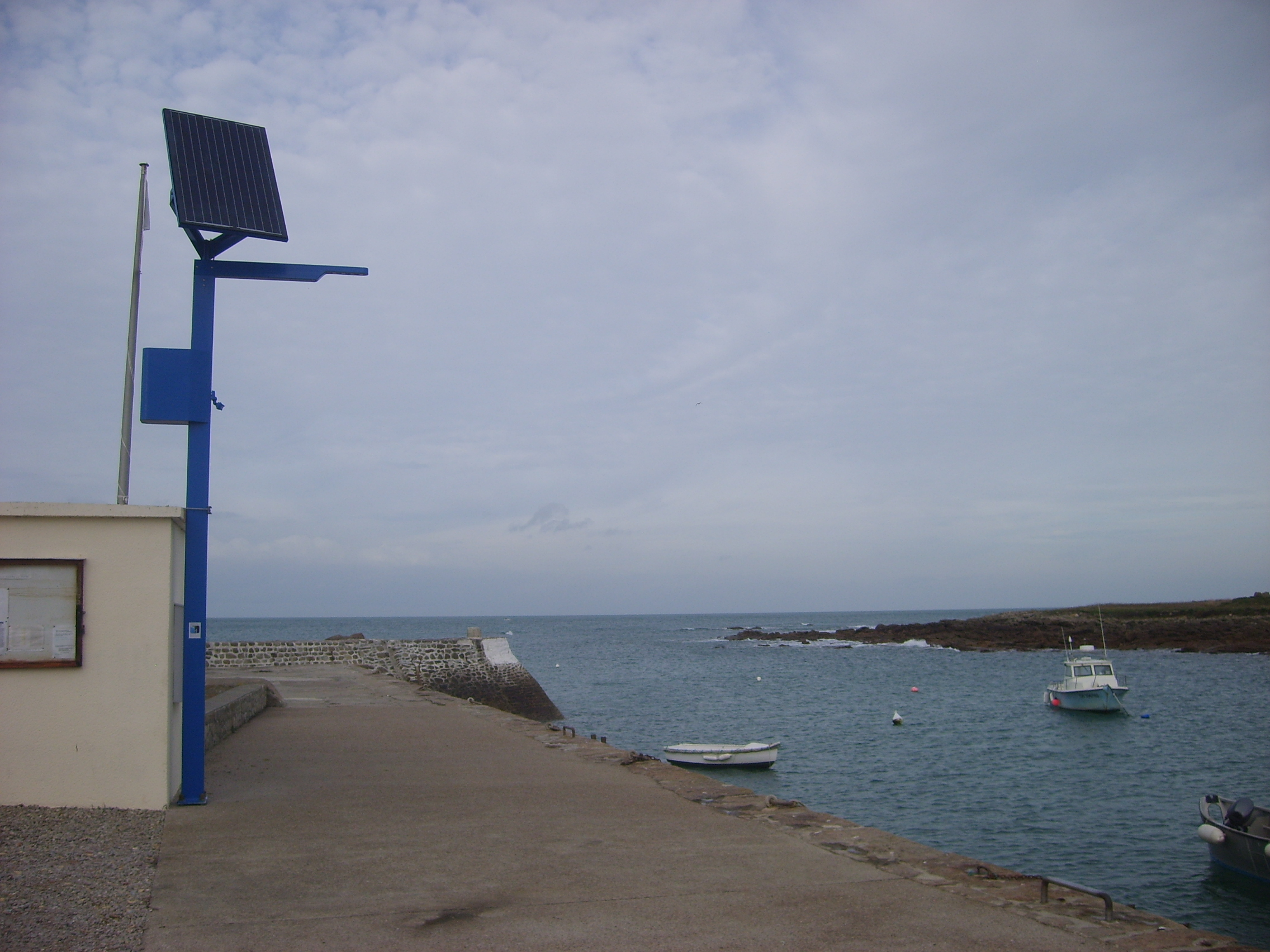
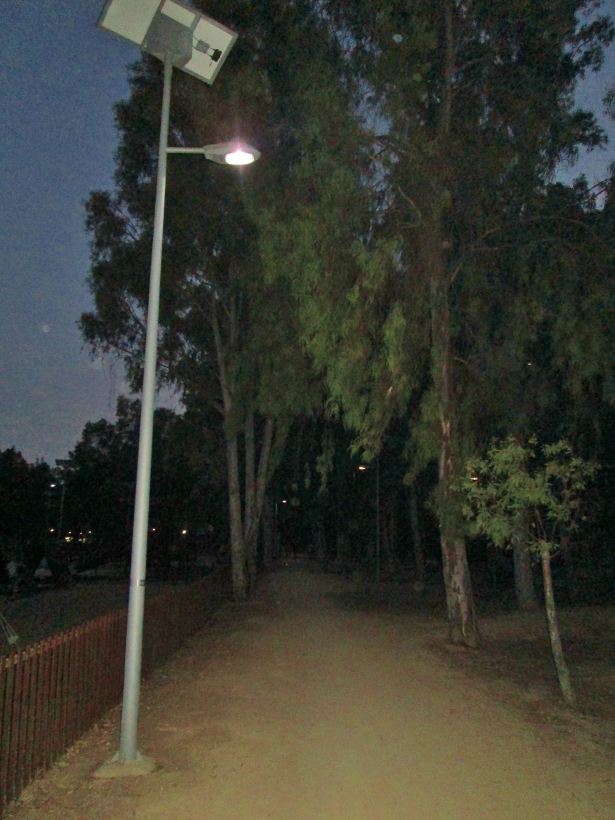
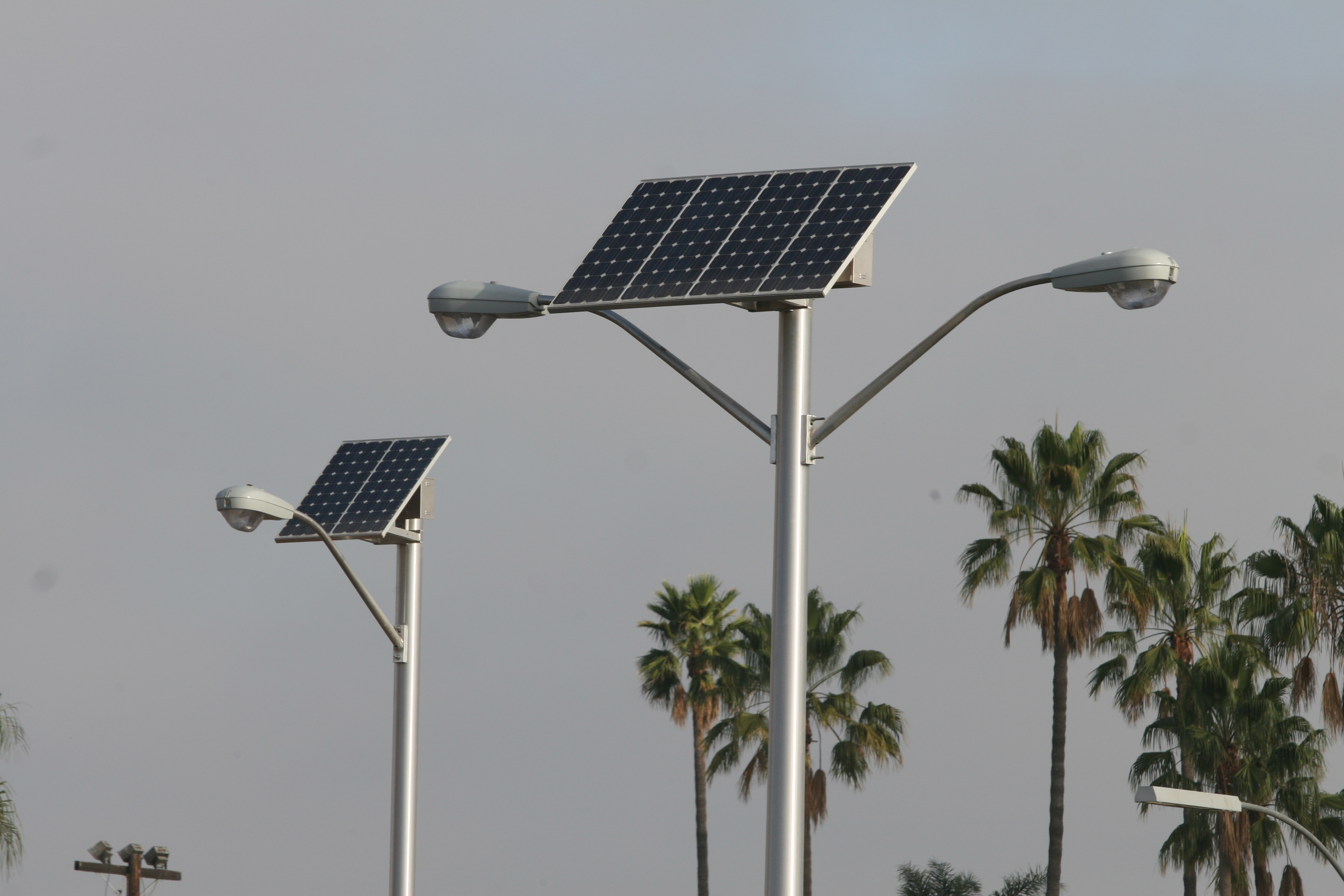
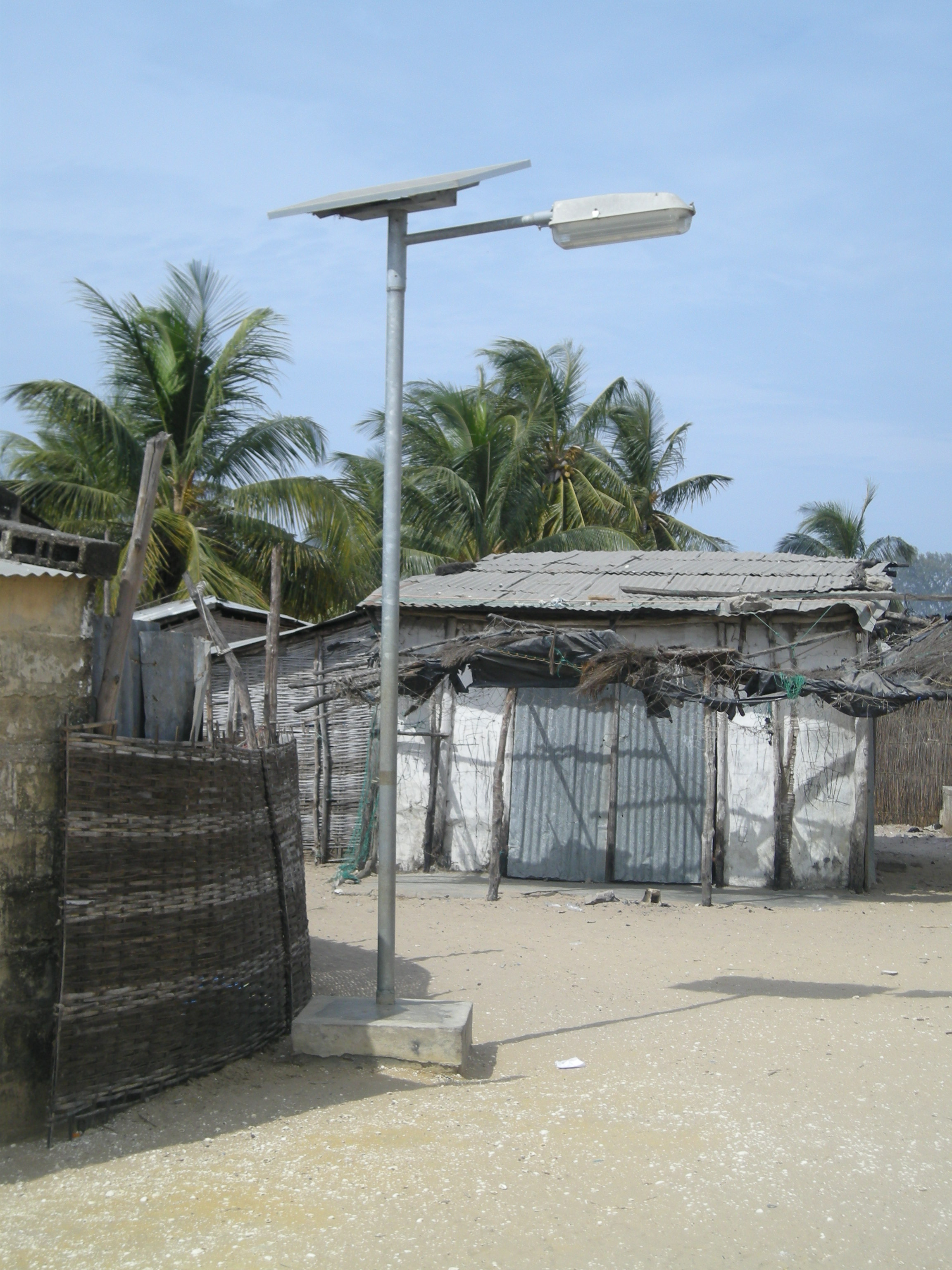
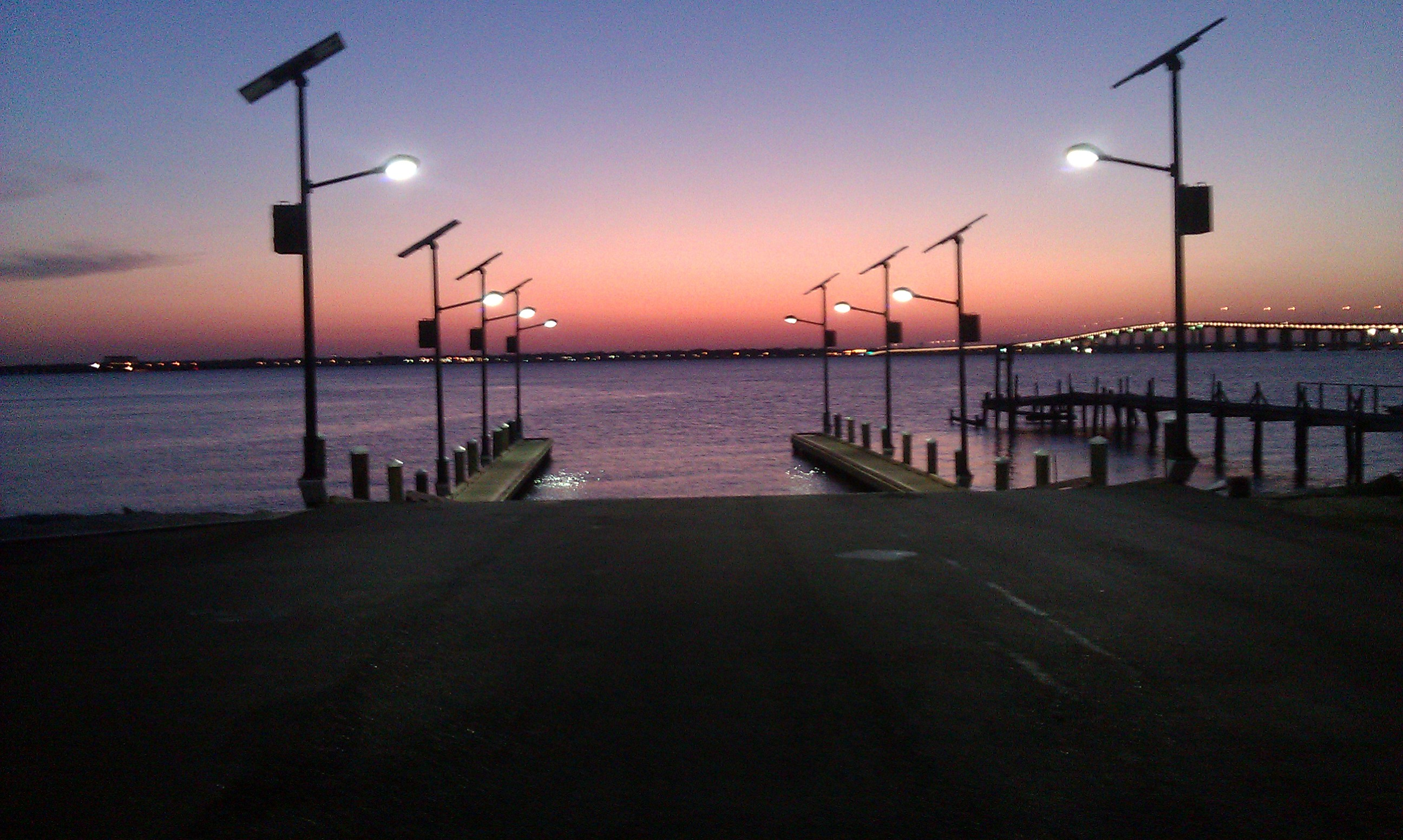
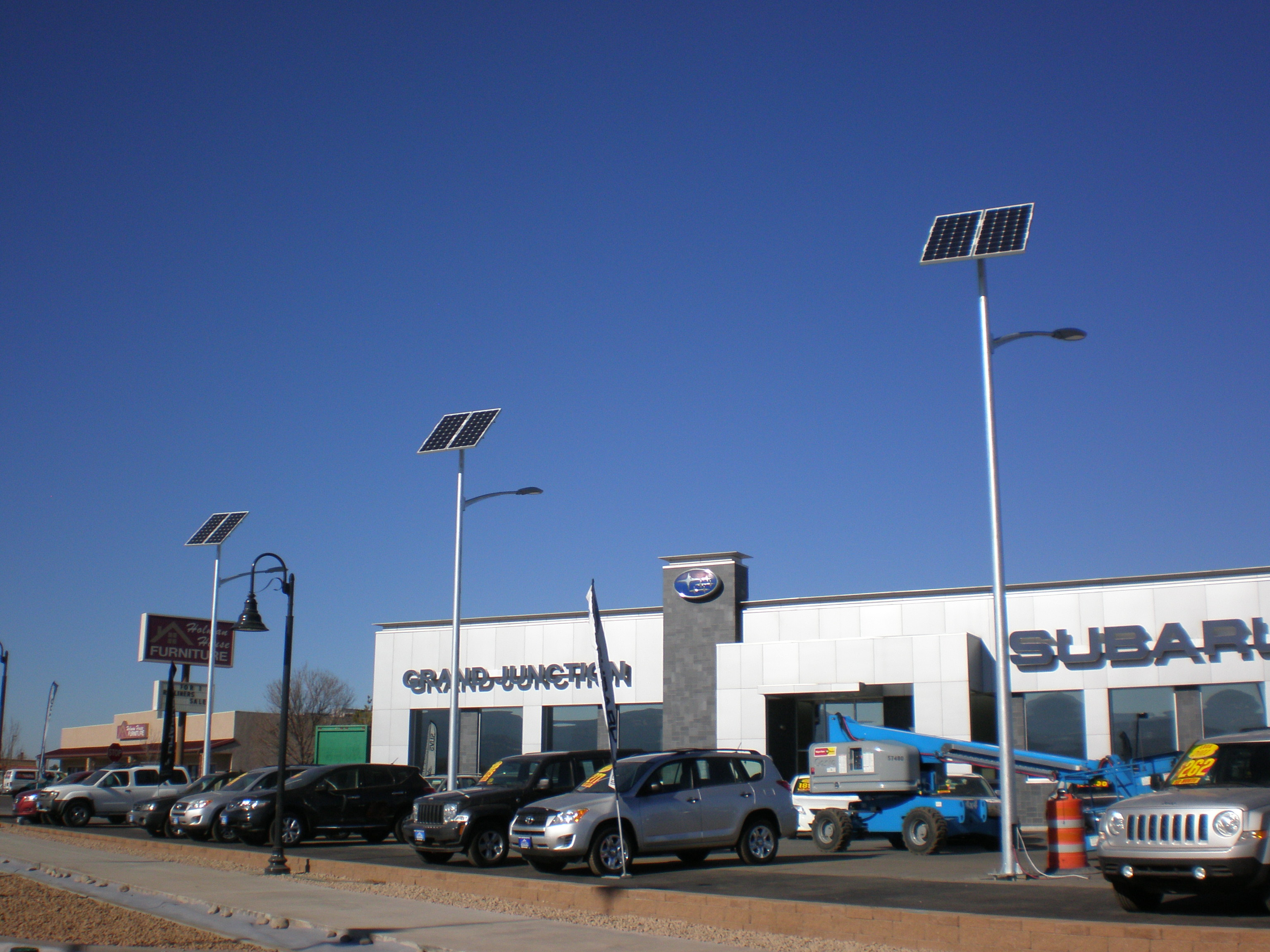